# Druentia sicca
Druentia sicca är en insektsart som först beskrevs av Walker 1851.  Druentia sicca ingår i släktet Druentia och familjen lyktstritar. Inga underarter finns listade i Catalogue of Life.